# Carl Walz (Theologe)

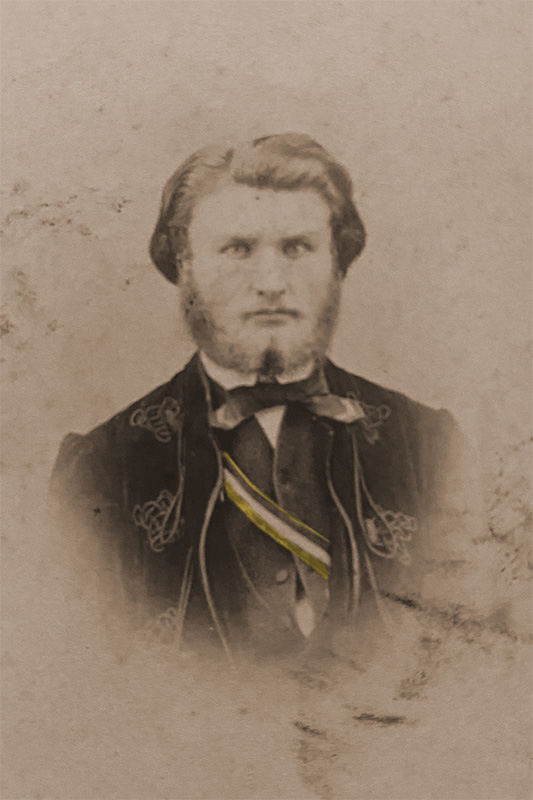
Carl Walz als Gießener Wingolfit, 1865

Johann Heinrich Christian Carl Walz (* 17. März 1847 in Lich; † 13. Dezember 1929 in Darmstadt) war evangelischer Theologe und Abgeordneter.
Carl Walz war der Sohn des Lehrers Heinrich Karl Walz und dessen Ehefrau Caroline Sophie Luise geborene Schnabel. Er heiratete am 19. September 1874 Charlotte Elisabeth geborene Seel (* 1854).
Er studierte ab 1864 an der Universität Gießen Theologie und Philologie, wo er dem Gießener Wingolf beitrat. Sein Studium schloss er mit dem D. theol. ab. 1868 bis 1869 besuchte er das Predigerseminar in Friedberg und wurde 1870 bis 1871 Pfarrassistent in Lich. 1871 bis 1872 arbeitete er als Dirigent der Höheren Bürgerschule in Groß-Gerau. 1872 bis 1873 war er Pfarrassistent in Gießen, 1873 bis 1875 Hofkaplan in Schönberg und 1875 bis 1879 Religionslehrer am Gymnasium in Darmstadt. 1879 bis 1892 wirkte er als Pfarrer in Bad Nauheim, 1892 bis 1907 als Rat im Oberkonsistorium der Evangelischen Landeskirche Hessen und Superintendent der Provinz Rheinhessen, bevor er 1902 bis 1907 auch Prälat der Evangelischen Landeskirche in Hessen wurde. Mit der Funktion des Prälaten verbunden war der Sitz und die Vertretung der evangelischen Kirche in der Ersten Kammer der Landstände des Großherzogtums Hessen. Am 25. November 1902 legte er seinen Abgeordneteneid ab. 1907 wurde er pensioniert und mit dem Titel eines Geheimrats geehrt.